# Holger Ponik

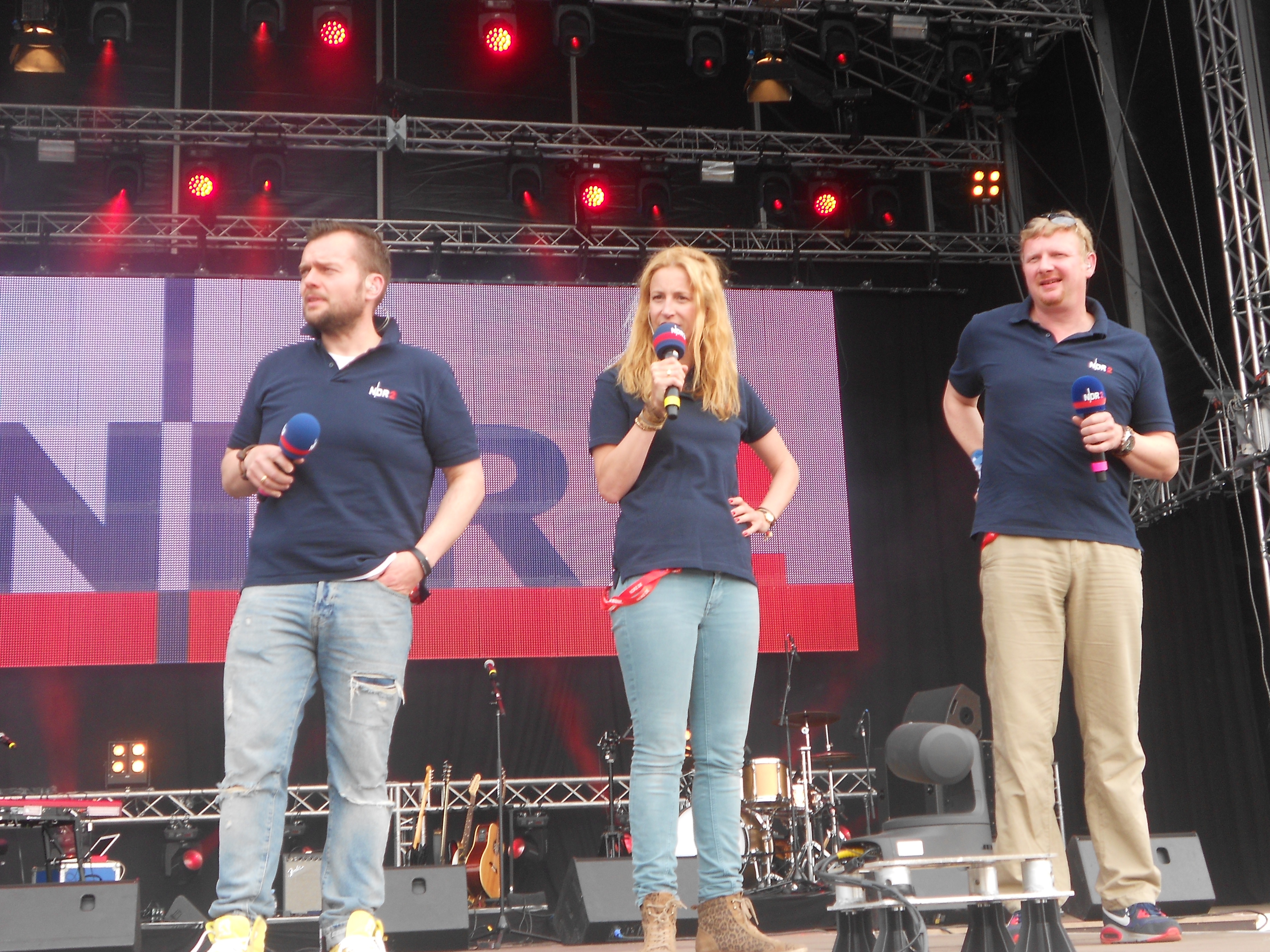
Holger Ponik mit Ilka Petersen (Mitte) und Jens Mahrhold (2015)

Holger Ponik (* 22. April 1969 in Hamburg) ist ein deutscher Hörfunkmoderator.

## Leben
Holger Ponik wuchs in seiner Geburtsstadt auf, an der Leuphana Universität Lüneburg studierte er bis 2001 Angewandte Kulturwissenschaften. Der ehemalige Stadionsprecher des Hamburger SV begann seine Hörfunktätigkeit als Volontär bei Radio Hamburg, wo er unter anderem eine Kuppelshow moderierte. Danach wechselte er zum Norddeutschen Rundfunk, wo er von 2007 bis 2019 gemeinsam mit Ilka Petersen die Sendung Ponik & Petersen – Der NDR 2 Morgen moderierte, die von Montag bis Freitag in der Zeit von 5.00 bis 10.00 Uhr gesendet wurde. Dieses Format wurde 2012 mit dem Deutschen Radiopreis in der Kategorie Beste Morgensendung ausgezeichnet.
Seit Januar 2020 moderiert er die Vormittag-Sendestrecke bei NDR 2, jeden Werktag von 10.00 bis 14.00 Uhr.
Bereits im Kindesalter erhielt Ponik Klavier- und Gesangsunterricht durch den niederländischen Opernsänger Arnold van Mill und hat mit Farben und An deiner Seite zwei selber geschriebene und produzierte Songs veröffentlicht. In dem Computeranimationsfilm Gnomeo und Julia synchronisierte er den britischen Schauspieler Stephen Merchant, der in der Originalfassung die Rolle des Paris spricht. 2009 wirkte Ponik in der Spielshow Wer hat’s gesehen? mit und war zweimal (2008 und 2012) zu Gast in der NDR-Talksendung DAS!.
Holger Ponik lebt in Reinbek und ist Vater einer Tochter und eines Sohnes, die beide bereits erwachsen sind.